# Hackhauser Hof
Hackhauser Hof ist eine Ortslage in der bergischen Großstadt Solingen. Der Hof war seit dem Mittelalter der Wirtschaftshof des nahen Schlosses Hackhausen, seit 1960 betreibt die evangelische Kirche in den Gebäuden eine Jugendbildungsstätte.

## Lage und Beschreibung
Der Hackhauser Hof befindet sich im Solinger Stadtteil Ohligs abseits städtischer Bebauung in einem Waldgebiet südlich der Ohligser Heide, nahe der Stadtgrenze zu Langenfeld. Zugänglich ist der Ort über eine westliche Stichstraße von der Landesstraße 288, der Bonner Straße, die den Namen Hackhausen trägt. An der Bonner Straße befindet sich auch die Bushaltestelle Hackhausen der BSM-Buslinie 791. Nördlich liegt das Schloss Hackhausen sowie das um die Wende zum 20. Jahrhundert als Herrenhaus erbaute Haus Hackhausen, das teils auch als Neues Schloss bezeichnet wurde. Zwischen dem Hackhauser Hof und dem Schloss mündet der Börkhauser Bach in den Viehbach. 
Benachbarte Orte sind bzw. waren (von Nord nach West): Schloss Hackhausen, Wiefeldick, Pohligshof, Haalsiepen, Tränke, Krüdersheide und Engelsberger Hof sowie auf Langenfelder Seite Türmchen, Schwanenmühle und das Segelfluggelände Langenfeld-Wiescheid.

## Geschichte
Bei der Ortsbezeichnung Hackhausen handelt es vermutlich um eine Namensübertragung aus dem linksrheinischen Raum, wo der Ortsname Hackhausen in Dormagen etwa bereits ab 1080 nachweisbar ist. Der heutige Solinger Ortsteil Hackhausen ist seit dem 14. Jahrhundert nachweisbar, die erste Erwähnung erfolgte im Jahre 1342 als Hackusen.:1 Spätestens seit dem 14. Jahrhundert ist auch eine erste Wasserburg bei Hackhausen nachgewiesen, die Adelssitz derer von Bottlenberg-Kessel wurde. Der südlich gelegene Hackhauser Hof wurde zum Wirtschaftshof des späteren Schlosses Hackhausen, in dem die zur Versorgung der Schlossbewohner nötigen Lebensmittel angebaut und erzeugt wurden.
Im Jahre 1715 ist der Ort in der Karte Topographia Ducatus Montani, Blatt Amt Solingen, von Erich Philipp Ploennies mit drei Hofstellen verzeichnet und als Hackhuſer Hof am Rande des Hackhuser Buschs benannt. Der Hackhauser Hof bzw. die Hackhauser Höfe gehörten zunächst zur Honschaft Hackhausen, ab dem 19. Jahrhundert zur Honschaft Ruppelrath innerhalb des Amtes Solingen. Die Topographische Aufnahme der Rheinlande von 1824 verzeichnet den Ort mit vier getrennten Wohnplätzen als Hackhaufer Höfe benannt. Die Preußische Uraufnahme von 1844 verzeichnet den Ort zusammen mit dem Schloss nur abgekürzt als Hackhsn. In der Topographischen Karte des Regierungsbezirks Düsseldorf von 1871 ist der Ort allerdings als Bodlenberg verzeichnet.
Nach Gründung der Mairien und späteren Bürgermeistereien Anfang des 19. Jahrhunderts gehörte der Ort zur Bürgermeisterei Höhscheid. Die Grenze zur Bürgermeisterei Merscheid, der späteren Stadt Ohligs, befand sich ungefähr auf der Linie zwischen dem Schloss Hackhausen und dem Engelsberger Hof.
1815/16 lebten 23, im Jahr 1830 28 Menschen im als Weiler bezeichneten Wohnplatz. 1832 war der Ort unter dem Namen Hackhauser Höfe weiterhin Teil der Honschaft Ruppelrath innerhalb der Bürgermeisterei Höhscheid, dort lag er in der Flur X. Hackhausen. Der nach der Statistik und Topographie des Regierungsbezirks Düsseldorf als Hofstadt kategorisierte Ort besaß zu dieser Zeit drei Wohnhäuser und vier landwirtschaftliche Gebäude. Zu dieser Zeit lebten 24 Einwohner im Ort, davon 19 katholischen und fünf evangelischen Bekenntnisses. Die Gemeinde- und Gutbezirksstatistik der Rheinprovinz führt den Ort 1871 mit sechs Wohnhäuser und 51 Einwohnern auf. Im Gemeindelexikon für die Provinz Rheinland von 1888 werden fünf Wohnhäuser mit 70 Einwohnern angegeben. 1895 besitzt der Ortsteil sechs Wohnhäuser mit 53 Einwohnern und gehörte zum evangelischen Kirchspiel Rupelrath und zur katholischen Pfarrei Ohligs, 1905 zählt der Ort sieben Wohnhäuser mit 60 Einwohnern.
Mit der Städtevereinigung zu Groß-Solingen im Jahre 1929 wurde der Hackhauser Hof ein Ortsteil Solingens. Wann der landwirtschaftliche Betrieb eingestellt wurde, ist nicht bekannt. Seit dem 4. Dezember 1986 steht am Hackhauser Hof das historische Fachwerkhaus Hackhausen 4 unter Denkmalschutz.
Das repräsentative Wohngebäude Hackhausen 5b, das oben abgebildet ist, wurde im Jahre 1907 von dem Industriellen Richard Berg jr. errichtet, dessen Vater bereits das nördlich gelegene Haus Hackhausen erbaut hatte. Ab 1908 wurde das Gebäude Hackhausen 5b allerdings von Einrichtungen der evangelischen Kirche genutzt, zunächst vom Verein der Evangelischen Weiblichen Jugend im Rheinland. Aus diesem Verein ging eine Jugendbildungsstätte hervor, die seit 1960 in den Gebäuden durch die evangelische Kirche betrieben wird, die heutige Jugendbildungsstätte Hackhauser Hof e. V.